# Hofanlage Deichstraße 218
Die Hofanlage Deichstraße 218 in Berne-Bardenfleth stammt aus dem 17. bis 20. Jahrhundert.
Aktuell (2023) wird sie wohl auch noch landwirtschaftlich genutzt.
Die Gebäude stehen unter Denkmalschutz (siehe auch Liste der Baudenkmale in Berne).

## Geschichte
Die Hofanlage in der Nähe zur Weser besteht aus:
- dem eingeschossigen giebelständigen Wohn- und Wirtschaftsgebäude von um 1630 (dendrochronologische Datierung) als Zweiständer-Hallenhaus in Fachwerk mit Steinausfachungen, Krüppelwalmdach mit Walmgaube, Niedersachsengiebeln mit Uhlenloch, erneuerten Resten des Wirtschaftsgiebels in Backstein mit profilierten Knaggen aus den 1630er Jahren sowie Standerker auf segmentbogenförmigem Grundriss, Eingangsvorbau an der östlichen Traufseite, innen vielfach veränderter, später umgenutzter Wohnteil als Stall,[2]
  - dem angebauten eingeschossigen verklinkerten Wohnhaus von um 1915 nach Plänen von B. Witte (Berne) an der östlichen Traufseite des Wirtschaftsteils mit Keller und verputztem hohen Sockel, Walm- und Mansarddach und weitgehend erhaltener Raumstruktur und Ausstattung,
- dem eingeschossigen giebelständigen Rinderstall (Viehhaus) von um 1795 (dendrochronologische Datierung) unter Verwendung hoher Anteile älterer Hölzer, mit Krüppelwalmdach, Niedersachsengiebeln, Ostgiebel und Dachtraufe des Westgiebels auf profilierten Knaggen sowie Quereinfahrt,[3]
- der eingeschossigen verbohlten Fachwerkscheune von um 1700 (dendrochronologische Datierung) in Ankerbalkenkonstruktion mit Querdurchfahrt und Walmdach sowie jüngerer giebelseitiger Kübbung mit Schleppdach[4]
- sowie weiteren nicht denkmalgeschützten neueren Nebenanlagen.

Das Landesdenkmalamt befand: „… geschichtliche Bedeutung … als beispielhafte, in den ältesten erhaltenen Teilen noch aus dem 17. Jh. stammende Hofanlage …“